# Liszka Jenő
Liszka Jenő (teljes nevén: Liszka Jenő Ágoston János) (Kecskemét, 1898. október 12. – Budapest, 1944. december 26.) kertész, kertészeti szakíró, állami kertészeti főiskolai intézeti tanár.

## Életútja
Liszka Béla főreáliskolai tanár (1857-1901) és Fekete Mária fia. 1916 tavaszán bevonult katonának, a hadiesemények miatt csak később, 1921-ben kezdte meg felsőfokú tanulmányait. 1924-ben szerezte diplomáját a budapesti Kertészeti Tanintézetben (ma a Szent István Egyetem Kertészettudományi Kara) kitűnő eredménnyel. Ezt követően Ludwig Späth nevét viselő kerttervező irodában dolgozott Berlinban, s tanulmányúton járt Hollandiában, Angliában, Franciaországban és Olaszországban, valamint és Ausztriában. 1925–27-ben az Unghváry-faiskolánál a kertészeti munkák szervezésével foglalkozott, később pedig Törökországban dolgozott mint kertépítő. 1928-tól előadó volt a Kertészeti Tanintézetben, 1930-tól ugyanott tanár, majd az üzemtani tanszék vezetője. 1939-ben a Magyar Királyi József Nádor Műszaki és Gazdaságtudományi Egyetem Mezőgazdasági Osztályán kertésztanári oklevelet szerzett. Több mint 60 eredeti értekezését publikálták a szaklapok, többek között a Magyar Gyümölcs, a Kertészeti Szemle, a Kertészeti Tanintézet Közleményei, a Kertészet és a Növényvédelem. A magyar kertészeti üzemtan megalapozója volt. Halálát aknatalálat okozta.

## Fontosabb művei
- Kertészeti üzemtan, érték- és jövedelemszámítástan (Mahács Mátyással, I – II. Bp., 1927)
- Kertészeti üzemgazdaságtan (Bp., 1937)
- Az értékelés kérdése a kertészetben (Bp., 1943)